# Regierungsbezirk Magdeburg
| Basisdaten                  | Basisdaten                    |
| --------------------------- | ----------------------------- |
| Bundesland Bundesstaat/Land | Sachsen-Anhalt Preußen        |
| Verwaltungssitz             | Magdeburg                     |
| Fläche                      | 11.735,09 km²                 |
| Einwohner                   | 1.172.500 (31. Dezember 2003) |
| Bevölkerungsdichte          | 100 Einwohner/km²             |
| Karte                       |                               |
|                             |                               |

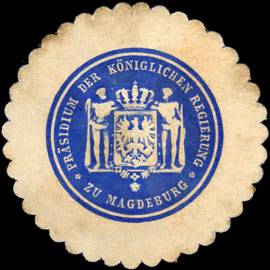
Siegelmarke Präsidium der Königlichen Regierung zu Magdeburg

Der Regierungsbezirk Magdeburg bestand von 1816 bis 1944 in der preußischen Provinz Sachsen und von 1945 bis 1947 bzw. von 1990 bis 2003 im Land Sachsen-Anhalt der SBZ bzw. BRD.

## Verwaltungsgeschichte
Die 1815 gebildete preußische Provinz Sachsen wurde 1816 in die Regierungsbezirke Erfurt, Magdeburg und Merseburg eingeteilt. Der Regierungsbezirk Magdeburg bildete von 1944 bis Kriegsende 1945 die Provinz Magdeburg, aus der am 23. Juli 1945 der Regierungsbezirk Magdeburg des Landes Sachsen-Anhalt wurde.
Bei der Reform der Landesverwaltung wurden Sachsen-Anhalts Bezirke zum 30. Juni 1947 aufgelöst. Im Zuge der DDR-Verwaltungsreform von 1952 wurde das Bezirksgebiet mit teils veränderten Grenzen Teil des neuen Bezirks Magdeburg.
Im Zuge der Wiedererrichtung der Länder in der in Auflösung begriffenen DDR 1990 wurde aus dem Bezirk Magdeburg wieder der Regierungsbezirk Magdeburg gebildet. Durch die Kreisreform von 1994 in Sachsen-Anhalt wurde der Regierungsbezirk um den Raum Aschersleben erweitert. Zum 1. Januar 2004 wurde der Regierungsbezirk aufgelöst. Die Aufgaben des Regierungspräsidiums übernahm das Landesverwaltungsamt Sachsen-Anhalt mit Sitz in Halle (Saale).

## Einwohnerentwicklung
| Jahr | Einwohner | Quelle |
| ---- | --------- | ------ |
| 1816 | 460.405   | [ 2 ]  |
| 1843 | 619.781   | [ 3 ]  |
| 1871 | 854.591   | [ 4 ]  |
| 1900 | 1.176.372 | [ 5 ]  |
| 1910 | 1.248.990 | [ 5 ]  |
| 1925 | 1.294.514 | [ 6 ]  |
| 1933 | 1.303.848 | [ 6 ]  |
| 1939 | 1.388.245 | [ 6 ]  |
|      |           |        |
| 1993 | 1.213.700 | [ 1 ]  |
|      |           |        |
| 1995 | 1.261.300 | [ 1 ]  |
| 2000 | 1.208.100 | [ 1 ]  |
| 2003 | 1.172.500 | [ 1 ]  |

## Verwaltungsgliederung

Karte des Regierungsbezirks Magdeburg mit Höhenangaben (1849)

### 1816–1944
Stadtkreise
- Aschersleben (seit 1901)
- Burg (seit 1924)
- Halberstadt (bis 1825 und seit 1891)
- Magdeburg
- Quedlinburg (seit 1911)
- Stendal (seit 1909)

Landkreise
- Aschersleben (bis 1901)
- Calbe
- Gardelegen
- Halberstadt (von 1825 bis 1932)
- Haldensleben
- Jerichow I
- Jerichow II
- Oschersleben
- Osterburg
- Osterwieck (bis 1825)
- Quedlinburg (seit 1901)
- Salzwedel
- Stendal
- Wanzleben
- Wernigerode (seit 1825)
- Wolmirstedt

### 1945–1947
Am 23. Juli 1945 errichtete Sachsen-Anhalt drei Bezirksverwaltungen, eine namens Dessau für den ehemaligen Freistaat Anhalt, eine in Magdeburg für die ehemalige preußische Provinz gleichen Namens und eine in Merseburg für die ehemalige preußische Provinz Halle-Merseburg. Am 10. Januar 1946 wurde einige Kreise vom Regierungsbezirk Magdeburg in denjenigen Dessaus umgegliedert.
Stadtkreise
- Aschersleben (10. Januar 1946 an Bezirk Dessau)
- Burg (1950 wieder kreisangehörig)
- Halberstadt (1950 wieder kreisangehörig)
- Magdeburg
- Quedlinburg (10. Januar 1946 an Bezirk Dessau)
- Salzwedel (ab 1. Februar 1946; 1950 wieder kreisangehörig)
- Schönebeck (ab 1. Februar 1946; 1950 wieder kreisangehörig)
- Stendal (1950 wieder kreisangehörig)

Landkreise
- Blankenburg (Juli 1945 vom Freistaat Braunschweig abgetrenntes, östliches Kreisgebiet)
- Calbe (10. Januar 1946 an Bezirk Dessau)
- Gardelegen (mit braunschweigischer Exklave Calvörde vom Kreis Helmstedt)
- Haldensleben
- Jerichow I (10. Januar 1946 südliches Kreisgebiet an Bezirk Dessau)
- Jerichow II
- Oschersleben (10. Januar 1946 anhaltische Enklave Großalsleben vom Kreis Ballenstedt im Bezirk Dessau)
- Osterburg
- Quedlinburg-Land (10. Januar 1946 an Bezirk Dessau)
- Salzwedel-Land
- Stendal-Land
- Wanzleben
- Wernigerode
- Wolmirstedt

### 1990–1994
Kreisfreie Stadt
- Magdeburg

Landkreise
- Burg
- Gardelegen
- Genthin
- Halberstadt
- Haldensleben
- Havelberg
- Klötze
- Oschersleben
- Osterburg
- Quedlinburg
- Salzwedel
- Schönebeck
- Staßfurt
- Stendal
- Wanzleben
- Wernigerode
- Wolmirstedt

### 1994–2003
Kreisfreie Stadt
- Magdeburg

Landkreise
- Aschersleben-Staßfurt
- Bördekreis
- Halberstadt
- Jerichower Land
- Ohrekreis
- Quedlinburg
- Altmarkkreis Salzwedel
- Schönebeck
- Stendal
- Wernigerode

## Regierungspräsidenten
Provinz Sachsen
- 1816–1818 Amt des Regierungspräsidenten in Personalunion vom Oberpräsidenten der Provinz Sachsen verwaltet
- 1818–1821 Friedrich von der Schulenburg
- 1821–1881 Amt des Regierungspräsidenten in Personalunion vom Oberpräsidenten der Provinz Sachsen verwaltet
- 1881–1888 Wilhelm von Wedell-Piesdorf
- 1889–1897 Traugott von Baudissin
- 1897–1903 Oskar von Arnstedt
- 1903–1908 Constanz von Baltz
- 1908–1909 Georg von Borries junior
- 1910–1919 Karl Miesitschek von Wischkau
- 1920–1930 Alexander Pohlmann
- 1930–1932 Paul Weber
- 1934–1944 Hans-Georg von Jagow

Land Sachsen-Anhalt (SBZ/DDR):
- 1946–1947 Werner Bruschke

Bundesland Sachsen-Anhalt:
- 1991–1998 Wolfgang Böhm (FDP)[7][8]
- 1998–2002 Gerhard Miesterfeldt (SPD)[7]
- 2003 Thomas Leimbach (CDU)